# Quatre roses rouges
Pour plus de détails, voir Fiche technique et Distribution.
Quatre roses rouges (Quattro rose rosse) est un film italien réalisé par Nunzio Malasomma et sorti en 1952.

## Synopsis
Au début du XXe siècle, lors de courses hippiques, un banquier échoue à séduire un mannequin repéré par un garçon déjà fiancé. Par vengeance, il fait croire à ce dernier qu'il l'a conquise et prévient sa petite amie de sa trahison. Le jeune homme est défié en duel par son frère, mais avant le combat il parvient à obtenir des preuves (qui se révéleront plus tard fausses) de la trahison de la femme. Plusieurs années plus tard, les protagonistes se retrouveront ; alors tout semble s'arranger, la soudaine jalousie du banquier déclenche le drame.

## Fiche technique
- Titre : Quatre roses rouges
- Titre original : Quattro rose rosse
- Réalisation : Nunzio Malasomma
- Scénario : Franco Bondioli, Gaspare Cataldo, Nunzio Malasomma
- Producteur : 	Nino Angioletti
- Photographie : Mario Craveri
- Musique : Ezio Carabella
- Montage : Gabriele Varriale (en)
- Genre : Romance[2]
- Production et distributeur : Cinematografica Distributori Indipendenti
- Durée : 99 minutes
- Date de sortie : février 1952

## Distribution
- Olga Villi : Luisa

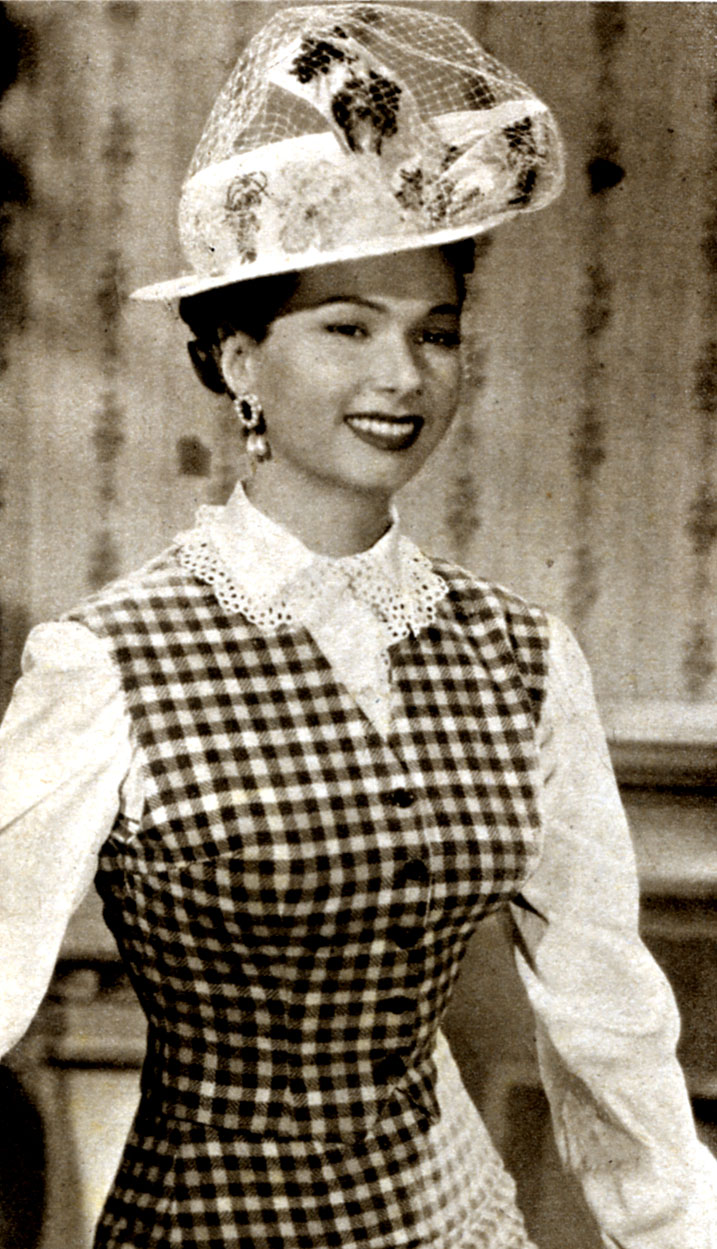
Olga Villi en 1952.

- Jean-Claude Pascal : Pietro Leandri
- Fosco Giachetti : Antonio Berti
- Capucine : Colette (sous le pseudonyme Valérie Darc)
- Aldo Nicodemi : Massimo
- Bianca Maria Fusari : Carla
- Carlo Ninchi : Gustavo Leandri
- Margherita Bagni : Signora Tonelli